# Тур ATP 2006
Світовий Тур ATP 2006 — елітний світовий тур тенісистів професіоналів, що проводиться Асоціацією Тенісистів Професіоналів (ATP) з січня до листопада 2006 року. Цього року він включав 4 турніри Великого шолому (проводиться Міжнародною федерацією тенісу (англ. International Tennis Federation, ITF)), турніри серій Masters Series, International Series Gold Tournaments, International Series Tournaments. Також до туру входив Кубок Девіса (проводиться ITF).

## Розклад турнірів
Легенда
| Турнір Великого Шолому        |
| Фінал Туру ATP                |
| ATP Masters Series            |
| ATP International Series Gold |
| ATP International Series      |
| Командні змагання             |

### Січень
| Тиждень           | Турнір | Чемпіони                                        | Фіналісти                       | Півфіналісти                                                               | Чвертьфіналісти                                                        |
| ----------------- | --- | ----------------------------------------------- | ------------------------------- | -------------------------------------------------------------------------- | ---------------------------------------------------------------------- |
| 2 січня           | Hopman Cup Перт, Австралія Кубок Гопмана Тверде (i) – 8 teams (RR)                                                                        | США · 2–1                                       | Нідерланди                      | Вибули у груповому турнірі (Група A) Сербія та Чорногорія · Швеція · Росія | Вибули у груповому турнірі (Група B) Австралія · Аргентина · Німеччина |
| 2 січня           | Next Generation Adelaide International Аделаїда, Австралія ATP International Series $394,000 – hard Одиночний розряд – Парний розряд      | Флоран Серра 6–3, 6–4                           | Ксав'є Малісс                   | Томаш Бердих Домінік Хрбати                                                | Філіпп Кольшрайбер Андреас Сеппі Яркко Ніємінен Кеннет Карлсен         |
| 2 січня           | Next Generation Adelaide International Аделаїда, Австралія ATP International Series $394,000 – hard Одиночний розряд – Парний розряд      | Джонатан Ерліх Енді Рам 7–6(7–4), 7–6(12–10)    | Пол Генлі Кевін Ульєтт          | Томаш Бердих Домінік Хрбати                                                | Філіпп Кольшрайбер Андреас Сеппі Яркко Ніємінен Кеннет Карлсен         |
| 2 січня           | Chennai Open Ченнай, Індія ATP International Series $355,000 – hard Одиночний розряд – Парний розряд                                      | Іван Любичич 7–6(8–6), 6–2                      | Карлос Моя                      | Крістоф Вліген Радек Штепанек                                              | Жіль Мюллер Парадорн Шрічапхан Б'єрн Фау Тьєррі Асьйон                 |
| 2 січня           | Chennai Open Ченнай, Індія ATP International Series $355,000 – hard Одиночний розряд – Парний розряд                                      | Міхал Мертиняк Петр Пала 6–2, 7–5               | Пракаш Амрітрадж Роган Бопанна  | Крістоф Вліген Радек Штепанек                                              | Жіль Мюллер Парадорн Шрічапхан Б'єрн Фау Тьєррі Асьйон                 |
| 2 січня           | Qatar ExxonMobil Open Доха, Катар ATP International Series $1,000,000 – hard Одиночний розряд – Парний розряд                             | Роджер Федерер 6–3, 7–6(7–5)                    | Гаель Монфіс                    | Томмі Гаас Філіппо Воландрі                                                | Маркос Багдатіс Михайло Южний Дмитро Турсунов Микола Давиденко         |
| 2 січня           | Qatar ExxonMobil Open Доха, Катар ATP International Series $1,000,000 – hard Одиночний розряд – Парний розряд                             | Йонас Бйоркман Максим Мирний 2–6, 6–3, [10–8]   | Крістоф Рохус Олів'є Рохус      | Томмі Гаас Філіппо Воландрі                                                | Маркос Багдатіс Михайло Южний Дмитро Турсунов Микола Давиденко         |
| 9 січня           | Heineken Open Окленд (Нова Зеландія), Нова Зеландія ATP International Series $405,000 – hard Одиночний розряд – Парний розряд             | Яркко Ніємінен 6–2, 6–2                         | Маріо Анчич                     | Стен Вавринка Олів'є Рохус                                                 | Фернандо Гонсалес Флоріан Маєр (тенісист) Ніколас Массу Давид Феррер   |
| 9 січня           | Heineken Open Окленд (Нова Зеландія), Нова Зеландія ATP International Series $405,000 – hard Одиночний розряд – Парний розряд             | Андрей Павел Рогір Вассен 6–3, 5–7, [10–4]      | Сімон Аспелін Тодд Перрі        | Стен Вавринка Олів'є Рохус                                                 | Фернандо Гонсалес Флоріан Маєр (тенісист) Ніколас Массу Давид Феррер   |
| 9 січня           | Medibank International Сідней, Австралія ATP International Series $394,000 – hard Одиночний розряд – Парний розряд                        | Джеймс Блейк 6–2, 3–6, 7–6(7–3)                 | Ігор Андрєєв                    | Андреас Сеппі Микола Давиденко                                             | Ллейтон Г'юїтт Дмитро Турсунов Арно Клеман Парадорн Шрічапхан          |
| 9 січня           | Medibank International Сідней, Австралія ATP International Series $394,000 – hard Одиночний розряд – Парний розряд                        | Фабріс Санторо Ненад Зімоньїч 6–1, 6–4          | Франтішек Чермак Леош Фридль    | Андреас Сеппі Микола Давиденко                                             | Ллейтон Г'юїтт Дмитро Турсунов Арно Клеман Парадорн Шрічапхан          |
| 16 січня 23 січня | Відкритий чемпіонат Австралії з тенісу Мельбурн, Австралія Grand Slam $6,784,589 – hard Одиночний розряд – Парний розряд – Мікст          | Роджер Федерер 5–7, 7–5, 6–0, 6–2               | Маркос Багдатіс                 | Ніколас Кіфер Давід Налбандян                                              | Микола Давиденко Себастьян Грожан Фабріс Санторо Іван Любичич          |
| 16 січня 23 січня | Відкритий чемпіонат Австралії з тенісу Мельбурн, Австралія Grand Slam $6,784,589 – hard Одиночний розряд – Парний розряд – Мікст          | Боб Браян Майк Браян 4–6, 6–3, 6–4              | Мартін Дамм Леандер Паес        | Ніколас Кіфер Давід Налбандян                                              | Микола Давиденко Себастьян Грожан Фабріс Санторо Іван Любичич          |
| 16 січня 23 січня | Відкритий чемпіонат Австралії з тенісу Мельбурн, Австралія Grand Slam $6,784,589 – hard Одиночний розряд – Парний розряд – Мікст          | Мартіна Хінгіс Магеш Бгупаті 6–3, 6–3           | Олена Лиховцева Деніел Нестор   | Ніколас Кіфер Давід Налбандян                                              | Микола Давиденко Себастьян Грожан Фабріс Санторо Іван Любичич          |
| 30 січня          | PBZ Zagreb Indoors Загреб, Хорватія ATP International Series $380,000 – carpet (i) Одиночний розряд – Парний розряд                       | Іван Любичич 6–3, 6–4                           | Штефан Коубек                   | Новак Джокович Тім Генман                                                  | Михайло Южний Ілія Бозоляц Андреас Сеппі Іво Карлович                  |
| 30 січня          | PBZ Zagreb Indoors Загреб, Хорватія ATP International Series $380,000 – carpet (i) Одиночний розряд – Парний розряд                       | Ярослав Левинський Міхал Мертиняк 7–6(9–7), 6–1 | Давіде Сангінетті Андреас Сеппі | Новак Джокович Тім Генман                                                  | Михайло Южний Ілія Бозоляц Андреас Сеппі Іво Карлович                  |
| 30 січня          | Movistar Open Вінья-дель-Мар, Чилі ATP International Series $380,000 – clay Одиночний розряд – Парний розряд                              | Хосе Акасусо 6–4, 6–3                           | Ніколас Массу                   | Рубен Рамірес Ідальго Фернандо Гонсалес                                    | Альберт Монтаньєс Леош Фридль Карлос Квадрадо Борис Пашанскі           |
| 30 січня          | Movistar Open Вінья-дель-Мар, Чилі ATP International Series $380,000 – clay Одиночний розряд – Парний розряд                              | Хосе Акасусо Себастьян Прієто 7–6(7–2), 6–4     | Франтішек Чермак Леош Фридль    | Рубен Рамірес Ідальго Фернандо Гонсалес                                    | Альберт Монтаньєс Леош Фридль Карлос Квадрадо Борис Пашанскі           |
| 30 січня          | Delray Beach International Tennis Championships Делрей-Біч, США ATP International Series $380,000 – hard Одиночний розряд – Парний розряд | Томмі Гаас 6–3, 3–6, 7–6(7–5)                   | Ксав'є Малісс                   | Гільєрмо Гарсія-Лопес Вінс Спейдія                                         | Андре Агассі Флоріан Маєр (тенісист) Жіль Мюллер Лі Хьон Тхек          |
| 30 січня          | Delray Beach International Tennis Championships Делрей-Біч, США ATP International Series $380,000 – hard Одиночний розряд – Парний розряд | Марк Ноулз (тенісист) Деніел Нестор 6–2, 6–3    | Кріс Гаггард Веслі Муді         | Гільєрмо Гарсія-Лопес Вінс Спейдія                                         | Андре Агассі Флоріан Маєр (тенісист) Жіль Мюллер Лі Хьон Тхек          |

### Лютий
| Тиждень   | Турнір | Чемпіони | Фіналісти | Півфіналісти                        | Чвертьфіналісти                                                  |
| --------- | --- | --- | --- | ----------------------------------- | ---------------------------------------------------------------- |
| 6 лютого  | Davis Cup first round Грац, Австрія – clay Буенос-Айрес, Аргентина – clay Мінськ, Білорусь – carpet (i) Женева, Швейцарія – clay Галле, Німеччина – hard Амстердам, Нідерланди – carpet (i) Ла-Хоя, США – hard Ранкагуа, Чилі – clay | Переможці першого раунду Хорватія 3–2 · Аргентина 5–0 · Білорусь 4–1 · Австралія 3–2 · Франція 3–2 · Росія 5–0 · Сполучені Штати Америки 4–1 · Чилі 4–1 | Вибули у першому раунді Австрія · Швеція · Іспанія · Швейцарія · Німеччина · Нідерланди · Румунія · Словаччина |                                     |                                                                  |
| 13 лютого | SAP Open Сан-Хосе, США ATP International Series $380,000 – hard (i) Одиночний розряд – Парний розряд | Енді Маррей 2–6, 6–1, 7–6(7–3) | Ллейтон Г'юїтт                                                                                                 | Енді Роддік Вінс Спейдія            | Б'єрн Фау Робін Содерлінг Вейн Артурс Крістоф Вліген             |
| 13 лютого | SAP Open Сан-Хосе, США ATP International Series $380,000 – hard (i) Одиночний розряд – Парний розряд | Джон Макінрой Йонас Бйоркман 7–6(7–2), 4–6, [10–7] | Пол Голдстейн Джим Томас                                                                                       | Енді Роддік Вінс Спейдія            | Б'єрн Фау Робін Содерлінг Вейн Артурс Крістоф Вліген             |
| 13 лютого | Open 13 Марсель, Франція ATP International Series $600,000 – hard (i) Одиночний розряд – Парний розряд | Арно Клеман 6–4, 6–2 | Маріо Анчич | Рафаель Надаль Себастьян Грожан     | Поль-Анрі Матьє Фабріс Санторо Євген Корольов Іван Любичич       |
| 13 лютого | Open 13 Марсель, Франція ATP International Series $600,000 – hard (i) Одиночний розряд – Парний розряд | Мартін Дамм Радек Штепанек 6–2, 6–7(4–7), [10–3] | Марк Ноулз (тенісист) Деніел Нестор                                                                            | Рафаель Надаль Себастьян Грожан     | Поль-Анрі Матьє Фабріс Санторо Євген Корольов Іван Любичич       |
| 13 лютого | ATP Buenos Aires Буенос-Айрес, Аргентина ATP International Series $425,000 – clay Одиночний розряд – Парний розряд | Карлос Моя 7–6(8–6), 6–4 | Філіппо Воландрі                                                                                               | Агустін Кальєрі Хуан Карлос Ферреро | Борис Пашанскі Хосе Акасусо Потіто Стараче Рубен Рамірес Ідальго |
| 13 лютого | ATP Buenos Aires Буенос-Айрес, Аргентина ATP International Series $425,000 – clay Одиночний розряд – Парний розряд | Франтішек Чермак Леош Фридль 6–1, 6–2 | Васіліс Мазаракіс Борис Пашанскі                                                                               | Агустін Кальєрі Хуан Карлос Ферреро | Борис Пашанскі Хосе Акасусо Потіто Стараче Рубен Рамірес Ідальго |
| 20 лютого | Regions Morgan Keegan Championships and the Cellular South Cup Мемфіс, США ATP International Series Gold $695,000 – hard (i) Одиночний розряд – Парний розряд                                                                        | Томмі Гаас 6–3, 6–2 | Робін Содерлінг                                                                                                | Жульєн Беннето Крістоф Вліген       | Енді Роддік Дмитро Турсунов Пауль Капдевіль Енді Маррей          |
| 20 лютого | Regions Morgan Keegan Championships and the Cellular South Cup Мемфіс, США ATP International Series Gold $695,000 – hard (i) Одиночний розряд – Парний розряд                                                                        | Іво Карлович Кріс Гаггард 0–6, 7–5, [10–5] | Джеймс Блейк Марді Фіш                                                                                         | Жульєн Беннето Крістоф Вліген       | Енді Роддік Дмитро Турсунов Пауль Капдевіль Енді Маррей          |
| 20 лютого | ABN AMRO World Tennis Tournament Роттердам, Нідерланди ATP International Series Gold $925,000 – hard (i) Одиночний розряд – Парний розряд                                                                                            | Радек Штепанек 6–0, 6–3 | Крістоф Рохус                                                                                                  | Яркко Ніємінен Микола Давиденко     | Арвінд Пармар Олів'є Рохус Новак Джокович Даніеле Браччалі       |
| 20 лютого | ABN AMRO World Tennis Tournament Роттердам, Нідерланди ATP International Series Gold $925,000 – hard (i) Одиночний розряд – Парний розряд                                                                                            | Пол Генлі Кевін Ульєтт 7–6(7–4), 7–6(7–2) | Джонатан Ерліх Енді Рам                                                                                        | Яркко Ніємінен Микола Давиденко     | Арвінд Пармар Олів'є Рохус Новак Джокович Даніеле Браччалі       |
| 20 лютого | Brasil Open Салвадор, Бразилія ATP International Series $380,000 – clay Одиночний розряд – Парний розряд | Ніколас Массу 6–3, 6–4 | Альберто Мартін                                                                                                | Олів'є Пасьянс Хуан Монако          | Борис Пашанскі Їржі Ванек Хуан Ігнасіо Чела Ніколас Альмагро     |
| 20 лютого | Brasil Open Салвадор, Бразилія ATP International Series $380,000 – clay Одиночний розряд – Парний розряд | Лукаш Длоуги Павел Візнер 6–1, 4–6, [10–3] | Маріуш Фирстенберг Марцин Матковський                                                                          | Олів'є Пасьянс Хуан Монако          | Борис Пашанскі Їржі Ванек Хуан Ігнасіо Чела Ніколас Альмагро     |
| 27 лютого | Dubai Tennis Championships Дубай, Об'єднані Арабські Емірати ATP International Series Gold $975,000 – hard Одиночний розряд – Парний розряд                                                                                          | Рафаель Надаль 2–6, 6–4, 6–4 | Роджер Федерер                                                                                                 | Михайло Южний Райнер Шуттлер        | Робін Вік Олів'є Рохус Б'єрн Фау Тім Генман                      |
| 27 лютого | Dubai Tennis Championships Дубай, Об'єднані Арабські Емірати ATP International Series Gold $975,000 – hard Одиночний розряд – Парний розряд                                                                                          | Пол Генлі Кевін Ульєтт 1–6, 6–2, [10–1] | Марк Ноулз (тенісист) Деніел Нестор                                                                            | Михайло Южний Райнер Шуттлер        | Робін Вік Олів'є Рохус Б'єрн Фау Тім Генман                      |
| 27 лютого | Abierto Mexicano Telcel Акапулько, Мексика ATP International Series Gold $690,000 – clay Одиночний розряд – Парний розряд | Луїс Орна 7–6(7–5), 6–4 | Хуан Ігнасіо Чела                                                                                              | Ніколас Альмагро Гастон Гаудіо      | Алессіо ді Мауро Альберт Монтаньєс Агустін Кальєрі Маркуш Даніел |
| 27 лютого | Abierto Mexicano Telcel Акапулько, Мексика ATP International Series Gold $690,000 – clay Одиночний розряд – Парний розряд | Франтішек Чермак Леош Фридль 7–5, 6–2 | Потіто Стараче Філіппо Воландрі                                                                                | Ніколас Альмагро Гастон Гаудіо      | Алессіо ді Мауро Альберт Монтаньєс Агустін Кальєрі Маркуш Даніел |
| 27 лютого | Tennis Channel Open Лас-Вегас, США ATP International Series $380,000 – hard Одиночний розряд – Парний розряд | Джеймс Блейк 7–5, 2–6, 6–3 | Ллейтон Г'юїтт                                                                                                 | Пол Голдстейн Іво Карлович          | Філіпп Кольшрайбер Ксав'є Малісс Томмі Робредо Кеннет Карлсен    |
| 27 лютого | Tennis Channel Open Лас-Вегас, США ATP International Series $380,000 – hard Одиночний розряд – Парний розряд | Боб Браян Майк Браян 6–3, 6–2 | Ярослав Левинський Роберт Ліндстедт                                                                            | Пол Голдстейн Іво Карлович          | Філіпп Кольшрайбер Ксав'є Малісс Томмі Робредо Кеннет Карлсен    |

### Березень
| Тиждень               | Турнір | Чемпіони                                     | Фіналісти            | Півфіналісти                      | Чвертьфіналісти                                          |
| --------------------- | --- | -------------------------------------------- | -------------------- | --------------------------------- | -------------------------------------------------------- |
| 6 березня 13 березня  | Pacific Life Open Індіан-Веллс, США ATP Masters Series $3,169,600 – hard Одиночний розряд – Парний розряд | Роджер Федерер 7–5, 6–3, 6–0                 | Джеймс Блейк         | Парадорн Шрічапхан Рафаель Надаль | Іван Любичич Яркко Ніємінен Ігор Андрєєв Маркос Багдатіс |
| 6 березня 13 березня  | Pacific Life Open Індіан-Веллс, США ATP Masters Series $3,169,600 – hard Одиночний розряд – Парний розряд | Марк Ноулз (тенісист) Деніел Нестор 6–4, 6–4 | Боб Браян Майк Браян | Парадорн Шрічапхан Рафаель Надаль | Іван Любичич Яркко Ніємінен Ігор Андрєєв Маркос Багдатіс |
| 20 березня 27 березня | NASDAQ-100 Open Key Biscayne, США ATP Masters Series $3,450,000 – hard Одиночний розряд – Парний розряд   | Роджер Федерер 7–6(7–5), 7–6(7–4), 7–6(8–6)  | Іван Любичич         | Давид Феррер Давід Налбандян      | Джеймс Блейк Енді Роддік Маріо Анчич Агустін Кальєрі     |
| 20 березня 27 березня | NASDAQ-100 Open Key Biscayne, США ATP Masters Series $3,450,000 – hard Одиночний розряд – Парний розряд   | Йонас Бйоркман Максим Мирний 6–4, 6–4        | Боб Браян Майк Браян | Давид Феррер Давід Налбандян      | Джеймс Блейк Енді Роддік Маріо Анчич Агустін Кальєрі     |

### Квітень
| Тиждень   | Турнір | Чемпіони                                                                                        | Фіналісти                                   | Півфіналісти                    | Чвертьфіналісти                                                    |
| --------- | --- | ----------------------------------------------------------------------------------------------- | ------------------------------------------- | ------------------------------- | ------------------------------------------------------------------ |
| 3 квітня  | Кубок Девіса, чвертьфінали Загреб, Хорватія – carpet (i) Мельбурн, Австралія – hard Pau, Франція – carpet (i) Ранчо-Міраж (Каліфорнія), США – carpet | Переможці чвертьфіналів Аргентина 3–2 · Австралія 5–0 · Росія 4–1 · Сполучені Штати Америки 3–2 | Вибули Хорватія · Білорусь · Франція · Чилі |                                 |                                                                    |
| 10 квітня | Open de Tenis Comunidad Valenciana Валенсія ATP International Series $400,000 – clay Одиночний розряд – Парний розряд                                | Ніколас Альмагро 6–2, 6–3                                                                       | Жиль Сімон                                  | Фернандо Вердаско Марат Сафін   | Гільєрмо Гарсія-Лопес Андреас Сеппі Філіппо Воландрі Гастон Гаудіо |
| 10 квітня | Open de Tenis Comunidad Valenciana Валенсія ATP International Series $400,000 – clay Одиночний розряд – Парний розряд                                | Давід Шкох Томаш Зіб 6–4, 6–3                                                                   | Лукаш Длоуги Павел Візнер                   | Фернандо Вердаско Марат Сафін   | Гільєрмо Гарсія-Лопес Андреас Сеппі Філіппо Воландрі Гастон Гаудіо |
| 10 квітня | U.S. Men's Clay Court Championships Х'юстон, США ATP International Series $380,000 – clay Одиночний розряд – Парний розряд                           | Марді Фіш 3–6, 6–4, 6–3                                                                         | Юрген Мельцер                               | Томмі Гаас Пол Голдстейн        | Енді Роддік Вінс Спейдія Альберт Монтаньєс Фернандо Вісенте        |
| 10 квітня | U.S. Men's Clay Court Championships Х'юстон, США ATP International Series $380,000 – clay Одиночний розряд – Парний розряд                           | Міхаель Кольманн Александер Васке 5–7, 6–4, [10–5]                                              | Юліан Ноул Юрген Мельцер                    | Томмі Гаас Пол Голдстейн        | Енді Роддік Вінс Спейдія Альберт Монтаньєс Фернандо Вісенте        |
| 17 квітня | Monte Carlo Masters Рокбрюн-Кап-Мартен, Франція ATP Masters Series $2,450,000 – clay Одиночний розряд – Парний розряд                                | Рафаель Надаль 6–2, 6–7(2–7), 6–3, 7–6(7–5)                                                     | Роджер Федерер                              | Фернандо Гонсалес Гастон Гаудіо | Давид Феррер Іван Любичич Томмі Робредо Гільєрмо Кор'я             |
| 17 квітня | Monte Carlo Masters Рокбрюн-Кап-Мартен, Франція ATP Masters Series $2,450,000 – clay Одиночний розряд – Парний розряд                                | Йонас Бйоркман Максим Мирний 6–2, 7–6(7–2)                                                      | Фабріс Санторо Ненад Зімоньїч               | Фернандо Гонсалес Гастон Гаудіо | Давид Феррер Іван Любичич Томмі Робредо Гільєрмо Кор'я             |
| 24 квітня | Grand Prix Hassan II Касабланка, Марокко ATP International Series $380,000 – clay Одиночний розряд – Парний розряд                                   | Даніеле Браччалі 6–1, 6–4                                                                       | Ніколас Массу                               | Б'єрн Фау Жиль Сімон            | Ніколя Маю Їржі Ванек Крістоф Рохус Луїс Орна                      |
| 24 квітня | Grand Prix Hassan II Касабланка, Марокко ATP International Series $380,000 – clay Одиночний розряд – Парний розряд                                   | Юліан Ноул Юрген Мельцер 6–3, 6–4                                                               | Міхаель Кольманн Александер Васке           | Б'єрн Фау Жиль Сімон            | Ніколя Маю Їржі Ванек Крістоф Рохус Луїс Орна                      |
| 24 квітня | Torneo Godó Барселона, Іспанія ATP International Series Gold $1,000,000 – clay Одиночний розряд – Парний розряд                                      | Рафаель Надаль 6–4, 6–4, 6–0                                                                    | Томмі Робредо                               | Ніколас Альмагро Стен Вавринка  | Яркко Ніємінен Хуан Карлос Ферреро Радек Штепанек Іво Карлович     |
| 24 квітня | Torneo Godó Барселона, Іспанія ATP International Series Gold $1,000,000 – clay Одиночний розряд – Парний розряд                                      | Марк Ноулз (тенісист) Деніел Нестор 6–2, 6–7(4–7), [10–5]                                       | Маріуш Фирстенберг Марцин Матковський       | Ніколас Альмагро Стен Вавринка  | Яркко Ніємінен Хуан Карлос Ферреро Радек Штепанек Іво Карлович     |

### Травень
| Тиждень            | Турнір | Чемпіони                                              | Фіналісти                           | Півфіналісти                                        | Чвертьфіналісти                                               |
| ------------------ | --- | ----------------------------------------------------- | ----------------------------------- | --------------------------------------------------- | ------------------------------------------------------------- |
| 1 травня           | BMW Open Мюнхен, Німеччина ATP International Series $380,000 – clay Одиночний розряд – Парний розряд                          | Олів'є Рохус 6–4, 6–2                                 | Крістоф Вліген                      | Юрген Мельцер Яркко Ніємінен                        | Деніс Ґремельмайр Іво Карлович Робін Вік Філіпп Кольшрайбер   |
| 1 травня           | BMW Open Мюнхен, Німеччина ATP International Series $380,000 – clay Одиночний розряд – Парний розряд                          | Андрей Павел Александер Васке 6–4, 6–2                | Александер Пея Б'єрн Фау            | Юрген Мельцер Яркко Ніємінен                        | Деніс Ґремельмайр Іво Карлович Робін Вік Філіпп Кольшрайбер   |
| 1 травня           | Estoril Open Оейраш, Португалія ATP International Series $625,000 – clay Одиночний розряд – Парний розряд                     | Давід Налбандян 6–3, 6–4                              | Микола Давиденко                    | Альберт Портас Карлос Моя                           | Фред Жіл Джастін Гімелстоб Гільєрмо Гарсія-Лопес Жіль Мюллер  |
| 1 травня           | Estoril Open Оейраш, Португалія ATP International Series $625,000 – clay Одиночний розряд – Парний розряд                     | Лукаш Длоуги Павел Візнер 6–3, 6–1                    | Лукас Арнольд Кер Леош Фридль       | Альберт Портас Карлос Моя                           | Фред Жіл Джастін Гімелстоб Гільєрмо Гарсія-Лопес Жіль Мюллер  |
| 8 травня           | Italian Open 2006 Rome, Італія ATP Masters Series $2,450,000 – clay Одиночний розряд – Парний розряд                          | Рафаель Надаль 6–7(0–7), 7–6(7–5), 6–4, 2–6, 7–6(7–5) | Роджер Федерер                      | Давід Налбандян Гаель Монфіс                        | Ніколас Альмагро Маріо Анчич Енді Роддік Фернандо Гонсалес    |
| 8 травня           | Italian Open 2006 Rome, Італія ATP Masters Series $2,450,000 – clay Одиночний розряд – Парний розряд                          | Марк Ноулз (тенісист) Деніел Нестор 6–4, 5–7, [13–11] | Джонатан Ерліх Енді Рам             | Давід Налбандян Гаель Монфіс                        | Ніколас Альмагро Маріо Анчич Енді Роддік Фернандо Гонсалес    |
| 15 травня          | Hamburg Masters Гамбург, Німеччина ATP Masters Series $2,450,000 – clay Одиночний розряд – Парний розряд                      | Томмі Робредо 6–1, 6–3, 6–3                           | Радек Штепанек                      | Маріо Анчич Хосе Акасусо                            | Давид Феррер Микола Давиденко Фернандо Вердаско Максим Мирний |
| 15 травня          | Hamburg Masters Гамбург, Німеччина ATP Masters Series $2,450,000 – clay Одиночний розряд – Парний розряд                      | Пол Генлі Кевін Ульєтт 6–2, 7–6(10–8)                 | Марк Ноулз (тенісист) Деніел Нестор | Маріо Анчич Хосе Акасусо                            | Давид Феррер Микола Давиденко Фернандо Вердаско Максим Мирний |
| 22 травня          | Hypo Group Tennis International Pörtschach, Австрія ATP International Series $380,000 – clay Одиночний розряд – Парний розряд | Микола Давиденко 6–0, 6–3                             | Андрей Павел                        | Їржі Новак (тенісист) Луїс Орна                     | Потіто Стараче Юрген Мельцер Хуан Монако Олівер Марах         |
| 22 травня          | Hypo Group Tennis International Pörtschach, Австрія ATP International Series $380,000 – clay Одиночний розряд – Парний розряд | Пол Генлі Джим Томас 6–3, 4–6, [10–5]                 | Олівер Марах Цирил Сук              | Їржі Новак (тенісист) Луїс Орна                     | Потіто Стараче Юрген Мельцер Хуан Монако Олівер Марах         |
| 22 травня          | World Team Cup Дюссельдорф, Німеччина ATP World Team Турнір €1,764,706 – clay – 8 teams (RR)                                  | Хорватія 2–1                                          | Німеччина                           | Раунд robin losers (Red Group) Чилі · Іспанія · США | Раунд robin losers (Blue Group) Чехія · Аргентина · Італія    |
| 29 травня 5 червня | Відкритий чемпіонат Франції з тенісу Paris, Франція Grand Slam $8,543,700 – clay Одиночний розряд – Парний розряд – Мікст     | Рафаель Надаль 1–6, 6–1, 6–4, 7–6(7–4)                | Роджер Федерер                      | Давід Налбандян Іван Любичич                        | Маріо Анчич Микола Давиденко Жульєн Беннето Новак Джокович    |
| 29 травня 5 червня | Відкритий чемпіонат Франції з тенісу Paris, Франція Grand Slam $8,543,700 – clay Одиночний розряд – Парний розряд – Мікст     | Йонас Бйоркман Максим Мирний 6–7(5–7), 6–4, 7–5       | Боб Браян Майк Браян                | Давід Налбандян Іван Любичич                        | Маріо Анчич Микола Давиденко Жульєн Беннето Новак Джокович    |
| 29 травня 5 червня | Відкритий чемпіонат Франції з тенісу Paris, Франція Grand Slam $8,543,700 – clay Одиночний розряд – Парний розряд – Мікст     | Катарина Среботнік Ненад Зімоньїч 6–3, 6–4            | Олена Лиховцева Деніел Нестор       | Давід Налбандян Іван Любичич                        | Маріо Анчич Микола Давиденко Жульєн Беннето Новак Джокович    |

### Червень
| Тиждень           | Турнір | Чемпіони                                    | Фіналісти                       | Півфіналісти                   | Чвертьфіналісти                                                     |
| ----------------- | --- | ------------------------------------------- | ------------------------------- | ------------------------------ | ------------------------------------------------------------------- |
| 12 червня         | Queen's Club Championships Queen's Club, Велика Британія ATP International Series $800,000 – grass Одиночний розряд – Парний розряд | Ллейтон Г'юїтт 6–4, 6–4                     | Джеймс Блейк                    | Тім Генман Енді Роддік         | Рафаель Надаль Дмитро Турсунов Фернандо Гонсалес Гаель Монфіс       |
| 12 червня         | Queen's Club Championships Queen's Club, Велика Британія ATP International Series $800,000 – grass Одиночний розряд – Парний розряд | Пол Генлі Кевін Ульєтт 6–4, 3–6, [10–8]     | Йонас Бйоркман Максим Мирний    | Тім Генман Енді Роддік         | Рафаель Надаль Дмитро Турсунов Фернандо Гонсалес Гаель Монфіс       |
| 12 червня         | Gerry Weber Open Галле, Німеччина ATP International Series $800,000 – grass Одиночний розряд – Парний розряд                        | Роджер Федерер 6–0, 6–7(4–7), 6–2           | Томаш Бердих                    | Томмі Гаас Крістоф Вліген      | Олів'є Рохус Робін Содерлінг Флоріан Маєр (тенісист) Фабріс Санторо |
| 12 червня         | Gerry Weber Open Галле, Німеччина ATP International Series $800,000 – grass Одиночний розряд – Парний розряд                        | Фабріс Санторо Ненад Зімоньїч 6–0, 6–4      | Міхаель Кольманн Райнер Шуттлер | Томмі Гаас Крістоф Вліген      | Олів'є Рохус Робін Содерлінг Флоріан Маєр (тенісист) Фабріс Санторо |
| 19 червня         | Ordina Open Гертогенбос, Нідерланди ATP International Series $380,000 – grass Одиночний розряд – Парний розряд                      | Маріо Анчич 6–0, 5–7, 7–5                   | Ян Герних                       | Маркос Багдатіс Флоран Серра   | Філіпп Кольшрайбер Фабріс Санторо Лі Хьон Тхек Хуан Карлос Ферреро  |
| 19 червня         | Ordina Open Гертогенбос, Нідерланди ATP International Series $380,000 – grass Одиночний розряд – Парний розряд                      | Мартін Дамм Леандер Паес 6–1, 7–6(7–3)      | Арно Клеман Кріс Гаггард        | Маркос Багдатіс Флоран Серра   | Філіпп Кольшрайбер Фабріс Санторо Лі Хьон Тхек Хуан Карлос Ферреро  |
| 19 червня         | Nottingham Open Ноттінгем, Велика Британія ATP International Series $380,000 – grass Одиночний розряд – Парний розряд               | Рішар Гаске 6–4, 6–3                        | Йонас Бйоркман                  | Робін Содерлінг Андреас Сеппі  | Жиль Сімон Янко Типсаревич Фелісіано Лопес Енді Маррей              |
| 19 червня         | Nottingham Open Ноттінгем, Велика Британія ATP International Series $380,000 – grass Одиночний розряд – Парний розряд               | Джонатан Ерліх Енді Рам 6–3, 6–2            | Ігор Куніцин Дмитро Турсунов    | Робін Содерлінг Андреас Сеппі  | Жиль Сімон Янко Типсаревич Фелісіано Лопес Енді Маррей              |
| 26 червня 3 липня | Вімблдонський турнір London, Велика Британія Grand Slam $8,847,338 – grass Одиночний розряд – Парний розряд – Мікст                 | Роджер Федерер 6–0, 7–6(7–5), 6–7(2–7), 6–3 | Рафаель Надаль                  | Йонас Бйоркман Маркос Багдатіс | Маріо Анчич Радек Штепанек Ллейтон Г'юїтт Яркко Ніємінен            |
| 26 червня 3 липня | Вімблдонський турнір London, Велика Британія Grand Slam $8,847,338 – grass Одиночний розряд – Парний розряд – Мікст                 | Боб Браян Майк Браян 6–3, 4–6, 6–4, 6–2     | Фабріс Санторо Ненад Зімоньїч   | Йонас Бйоркман Маркос Багдатіс | Маріо Анчич Радек Штепанек Ллейтон Г'юїтт Яркко Ніємінен            |
| 26 червня 3 липня | Вімблдонський турнір London, Велика Британія Grand Slam $8,847,338 – grass Одиночний розряд – Парний розряд – Мікст                 | Енді Рам Віра Звонарьова 6–3, 6–2           | Боб Браян Вінус Вільямс         | Йонас Бйоркман Маркос Багдатіс | Маріо Анчич Радек Штепанек Ллейтон Г'юїтт Яркко Ніємінен            |

### Липень
| Тиждень  | Турнір | Чемпіони                                           | Фіналісти                            | Півфіналісти                         | Чвертьфіналісти                                                    |
| -------- | --- | -------------------------------------------------- | ------------------------------------ | ------------------------------------ | ------------------------------------------------------------------ |
| 10 липня | Allianz Suisse Open Gstaad Gstaad, Швейцарія ATP International Series $495,000 – clay Одиночний розряд – Парний розряд               | Рішар Гаске 7–6(7–4), 6–7(3–7), 6–3, 6–3           | Фелісіано Лопес                      | Марин Чилич Філіпп Кольшрайбер       | Іван Любичич Андрей Павел Фернандо Вердаско Гастон Гаудіо          |
| 10 липня | Allianz Suisse Open Gstaad Gstaad, Швейцарія ATP International Series $495,000 – clay Одиночний розряд – Парний розряд               | Їржі Новак (тенісист) Андрей Павел 6–3, 6–1        | Марко К'юдінеллі Жан-Клод Шеррер     | Марин Чилич Філіпп Кольшрайбер       | Іван Любичич Андрей Павел Фернандо Вердаско Гастон Гаудіо          |
| 10 липня | Campbell's Hall of Fame Tennis Championships Ньюпорт, США ATP International Series $380,000 – grass Одиночний розряд – Парний розряд | Марк Філіппуссіс 6–3, 7–5                          | Джастін Гімелстоб                    | Енді Маррей Юрген Мельцер            | Роберт Кендрік Крістіан Плесс Марді Фіш Алекс Богдановіч           |
| 10 липня | Campbell's Hall of Fame Tennis Championships Ньюпорт, США ATP International Series $380,000 – grass Одиночний розряд – Парний розряд | Юрген Мельцер Роберт Кендрік 7–6(7–3), 6–0         | Джефф Кутзе Джастін Гімелстоб        | Енді Маррей Юрген Мельцер            | Роберт Кендрік Крістіан Плесс Марді Фіш Алекс Богдановіч           |
| 10 липня | Swedish Open Бостад, Швеція ATP International Series $380,000 – clay Одиночний розряд – Парний розряд                                | Томмі Робредо 6–2, 6–1                             | Микола Давиденко                     | Агустін Кальєрі Яркко Ніємінен       | Ніколас Массу Робін Содерлінг Хуан Карлос Ферреро Євген Корольов   |
| 10 липня | Swedish Open Бостад, Швеція ATP International Series $380,000 – clay Одиночний розряд – Парний розряд                                | Йонас Бйоркман Томас Юганссон 6–3, 4–6, [10–4]     | Крістофер Кас Олівер Марах           | Агустін Кальєрі Яркко Ніємінен       | Ніколас Массу Робін Содерлінг Хуан Карлос Ферреро Євген Корольов   |
| 17 липня | RCA Championships Індіанаполіс, США ATP International Series $600,000 – hard Одиночний розряд – Парний розряд                        | Джеймс Блейк 4–6, 6–4, 7–6(7–5)                    | Енді Роддік                          | Ксав'є Малісс Роббі Джінепрі         | Ніколя Маю Фернандо Гонсалес Парадорн Шрічапхан Жіль Мюллер        |
| 17 липня | RCA Championships Індіанаполіс, США ATP International Series $600,000 – hard Одиночний розряд – Парний розряд                        | Боббі Рейнольдс Енді Роддік 6–4, 6–4               | Пол Голдстейн Джим Томас             | Ксав'є Малісс Роббі Джінепрі         | Ніколя Маю Фернандо Гонсалес Парадорн Шрічапхан Жіль Мюллер        |
| 17 липня | Dutch Open Амерсфорт, Нідерланди ATP International Series $380,000 – clay Одиночний розряд – Парний розряд                           | Новак Джокович 7–6(7–5), 6–4                       | Ніколас Массу                        | Гільєрмо Кор'я Рубен Рамірес Ідальго | Агустін Кальєрі Марк Жікель Карлос Моя Альберто Мартін             |
| 17 липня | Dutch Open Амерсфорт, Нідерланди ATP International Series $380,000 – clay Одиночний розряд – Парний розряд                           | Альберто Мартін Фернандо Вісенте 6–4, 6–3          | Лукас Арнольд Кер Крістофер Кас      | Гільєрмо Кор'я Рубен Рамірес Ідальго | Агустін Кальєрі Марк Жікель Карлос Моя Альберто Мартін             |
| 17 липня | Mercedes Cup Штутгарт, Німеччина ATP International Series Gold $690,000 – clay Одиночний розряд – Парний розряд                      | Давид Феррер 6–4, 3–6, 6–7(3–7), 7–5, 6–4          | Хосе Акасусо                         | Хуан Монако Томаш Бердих             | Луїс Орна Олівер Марах Флоріан Маєр (тенісист) Ніколас Лапентті    |
| 17 липня | Mercedes Cup Штутгарт, Німеччина ATP International Series Gold $690,000 – clay Одиночний розряд – Парний розряд                      | Гастон Гаудіо Максим Мирний 7–5, 6–7(4–7), [12–10] | Їв Аллегро Роберт Ліндстедт          | Хуан Монако Томаш Бердих             | Луїс Орна Олівер Марах Флоріан Маєр (тенісист) Ніколас Лапентті    |
| 24 липня | Countrywide Classic Лос-Анджелес, США ATP International Series $500,000 – hard Одиночний розряд – Парний розряд                      | Томмі Гаас 4–6, 7–5, 6–3                           | Дмитро Турсунов                      | Фернандо Гонсалес Домінік Хрбати     | Енді Роддік Андре Агассі Роббі Джінепрі Пол Голдстейн              |
| 24 липня | Countrywide Classic Лос-Анджелес, США ATP International Series $500,000 – hard Одиночний розряд – Парний розряд                      | Боб Браян Майк Браян 6–2, 6–4                      | Ерік Буторак Джеймі Маррей           | Фернандо Гонсалес Домінік Хрбати     | Енді Роддік Андре Агассі Роббі Джінепрі Пол Голдстейн              |
| 24 липня | Croatia Open Umag Умаг, Хорватія ATP International Series $400,000 – clay Одиночний розряд – Парний розряд                           | Стен Вавринка 6–6(1–3) RET                         | Новак Джокович                       | Карлос Моя Філіппо Воландрі          | Хуан Пабло Гусман Їржі Ванек Хуан Мартін дель Потро Альберт Портас |
| 24 липня | Croatia Open Umag Умаг, Хорватія ATP International Series $400,000 – clay Одиночний розряд – Парний розряд                           | Ярослав Левинський Давід Шкох 6–4, 6–4             | Гільєрмо Гарсія-Лопес Альберт Портас | Карлос Моя Філіппо Воландрі          | Хуан Пабло Гусман Їржі Ванек Хуан Мартін дель Потро Альберт Портас |
| 24 липня | Interwetten Austrian Open Kitzbühel Кіцбюель, Австрія ATP International Series Gold $760,000 – clay Одиночний розряд – Парний розряд | Агустін Кальєрі 7–6(11–9), 6–2, 6–3                | Хуан Ігнасіо Чела                    | Фернандо Вердаско Михайло Южний      | Ніколас Лапентті Гастон Гаудіо Філіпп Кольшрайбер Юрген Мельцер    |
| 24 липня | Interwetten Austrian Open Kitzbühel Кіцбюель, Австрія ATP International Series Gold $760,000 – clay Одиночний розряд – Парний розряд | Філіпп Кольшрайбер Штефан Коубек 6–2, 6–3          | Олівер Марах Цирил Сук               | Фернандо Вердаско Михайло Южний      | Ніколас Лапентті Гастон Гаудіо Філіпп Кольшрайбер Юрген Мельцер    |
| 31 липня | Orange Warsaw Open Сопот (Польща), Польща ATP International Series $500,000 – clay Одиночний розряд – Парний розряд                  | Микола Давиденко 7–6(8–6), 5–7, 6–4                | Флоріан Маєр (тенісист)              | Філіппо Воландрі Агустін Кальєрі     | Карлос Берлок Олівер Марах Міхал Пшисєнжний Хуан Ігнасіо Чела      |
| 31 липня | Orange Warsaw Open Сопот (Польща), Польща ATP International Series $500,000 – clay Одиночний розряд – Парний розряд                  | Франтішек Чермак Леош Фридль 6–3, 7–5              | Мартін Гарсія Себастьян Прієто       | Філіппо Воландрі Агустін Кальєрі     | Карлос Берлок Олівер Марах Міхал Пшисєнжний Хуан Ігнасіо Чела      |
| 31 липня | Legg Mason Tennis Classic Вашингтон, США ATP International Series $600,000 – hard Одиночний розряд – Парний розряд                   | Арно Клеман 7–6(7–3), 6–2                          | Енді Маррей                          | Марат Сафін Дмитро Турсунов          | Веслі Муді Ллейтон Г'юїтт Марді Фіш Тім Генман                     |
| 31 липня | Legg Mason Tennis Classic Вашингтон, США ATP International Series $600,000 – hard Одиночний розряд – Парний розряд                   | Боб Браян Майк Браян 6–3, 5–7, [10–3]              | Пол Генлі Кевін Ульєтт               | Марат Сафін Дмитро Турсунов          | Веслі Муді Ллейтон Г'юїтт Марді Фіш Тім Генман                     |

### Серпень
| Тиждень             | Турнір | Чемпіони                                      | Фіналісти                             | Півфіналісти                    | Чвертьфіналісти                                            |
| ------------------- | --- | --------------------------------------------- | ------------------------------------- | ------------------------------- | ---------------------------------------------------------- |
| 7 серпня            | Rogers Cup Торонто, Канада ATP Masters Series $2,450,000 – hard Одиночний розряд – Парний розряд                             | Роджер Федерер 2–6, 6–3, 6–2                  | Рішар Гаске                           | Фернандо Гонсалес Енді Маррей   | Ксав'є Малісс Хосе Акасусо Яркко Ніємінен Томаш Бердих     |
| 7 серпня            | Rogers Cup Торонто, Канада ATP Masters Series $2,450,000 – hard Одиночний розряд – Парний розряд                             | Боб Браян Майк Браян 6–3, 7–5                 | Пол Генлі Кевін Ульєтт                | Фернандо Гонсалес Енді Маррей   | Ксав'є Малісс Хосе Акасусо Яркко Ніємінен Томаш Бердих     |
| 14 серпня           | Western & Southern Financial Group Masters Мейсон, США ATP Masters Series $2,450,000 – hard Одиночний розряд – Парний розряд | Енді Роддік 6–3, 6–4                          | Хуан Карлос Ферреро                   | Фернандо Гонсалес Томмі Робредо | Енді Маррей Давид Феррер Іван Любичич Рафаель Надаль       |
| 14 серпня           | Western & Southern Financial Group Masters Мейсон, США ATP Masters Series $2,450,000 – hard Одиночний розряд – Парний розряд | Йонас Бйоркман Максим Мирний 3–6, 6–3, [10–7] | Боб Браян Майк Браян                  | Фернандо Гонсалес Томмі Робредо | Енді Маррей Давид Феррер Іван Любичич Рафаель Надаль       |
| 21 серпня           | Pilot Pen Tennis Нью-Гейвен (Коннектикут), США ATP International Series $675,000 – hard Одиночний розряд – Парний розряд     | Микола Давиденко 6–4, 6–3                     | Агустін Кальєрі                       | Ксав'є Малісс Робін Содерлінг   | Хуан Ігнасіо Чела Ніколас Массу Юрген Мельцер Олів'є Рохус |
| 21 серпня           | Pilot Pen Tennis Нью-Гейвен (Коннектикут), США ATP International Series $675,000 – hard Одиночний розряд – Парний розряд     | Джонатан Ерліх Енді Рам 6–3, 6–3              | Маріуш Фирстенберг Марцин Матковський | Ксав'є Малісс Робін Содерлінг   | Хуан Ігнасіо Чела Ніколас Массу Юрген Мельцер Олів'є Рохус |
| 28 серпня 4 вересня | Відкритий чемпіонат США з тенісу Нюю-Йорк, США Grand Slam $8,332,000 – hard Одиночний розряд – Парний розряд – Мікст         | Роджер Федерер 6–2, 4–6, 7–5, 6–1             | Енді Роддік                           | Микола Давиденко Михайло Южний  | Джеймс Блейк Томмі Гаас Ллейтон Г'юїтт Рафаель Надаль      |
| 28 серпня 4 вересня | Відкритий чемпіонат США з тенісу Нюю-Йорк, США Grand Slam $8,332,000 – hard Одиночний розряд – Парний розряд – Мікст         | Мартін Дамм Леандер Паес 6–7(5–7), 6–4, 6–3   | Йонас Бйоркман Максим Мирний          | Микола Давиденко Михайло Южний  | Джеймс Блейк Томмі Гаас Ллейтон Г'юїтт Рафаель Надаль      |
| 28 серпня 4 вересня | Відкритий чемпіонат США з тенісу Нюю-Йорк, США Grand Slam $8,332,000 – hard Одиночний розряд – Парний розряд – Мікст         | Боб Браян Мартіна Навратілова 6–2, 6–3        | Мартін Дамм Квета Пешке               | Микола Давиденко Михайло Южний  | Джеймс Блейк Томмі Гаас Ллейтон Г'юїтт Рафаель Надаль      |

### Вересень
| Тиждень    | Турнір | Чемпіони                                                         | Фіналісти                                  | Півфіналісти                           | Чвертьфіналісти                                                                |
| ---------- | --- | ---------------------------------------------------------------- | ------------------------------------------ | -------------------------------------- | ------------------------------------------------------------------------------ |
| 11 вересня | China Open Пекін, КНР ATP International Series $500,000 – hard Одиночний розряд – Парний розряд                                | Маркос Багдатіс 6–4, 6–0                                         | Маріо Анчич                                | Лі Хьон Тхек Парадорн Шрічапхан        | Іван Любичич Домінік Хрбати Данай Удомчоке Микола Давиденко                    |
| 11 вересня | China Open Пекін, КНР ATP International Series $500,000 – hard Одиночний розряд – Парний розряд                                | Магеш Бгупаті Маріо Анчич 6–4, 6–3                               | Міхаель Беррер Кеннет Карлсен              | Лі Хьон Тхек Парадорн Шрічапхан        | Іван Любичич Домінік Хрбати Данай Удомчоке Микола Давиденко                    |
| 11 вересня | BCR Open Romania Бухарест, Румунія ATP International Series $380,000 – clay Одиночний розряд – Парний розряд                   | Юрген Мельцер 6–1, 7–5                                           | Філіппо Воландрі                           | Поль-Анрі Матьє Флоран Серра           | Гільєрмо Гарсія-Лопес Рубен Рамірес Ідальго Карлос Моя Флоріан Маєр (тенісист) |
| 11 вересня | BCR Open Romania Бухарест, Румунія ATP International Series $380,000 – clay Одиночний розряд – Парний розряд                   | Маріуш Фирстенберг Марцин Матковський 6–7(5–7), 7–6(7–5), [10–8] | Мартін Гарсія Луїс Орна                    | Поль-Анрі Матьє Флоран Серра           | Гільєрмо Гарсія-Лопес Рубен Рамірес Ідальго Карлос Моя Флоріан Маєр (тенісист) |
| 18 вересня | Кубок Девіса, півфінали Буенос-Айрес, Аргентина – clay (i) Москва, Росія – clay                                                | Переможці півфіналів Аргентина 5–0 · Росія 3–2                   | Вибули Австралія · Сполучені Штати Америки |                                        |                                                                                |
| 25 вересня | PTT Thailand Open Бангкок, Таїланд ATP International Series $550,000 – hard (i) Одиночний розряд – Парний розряд               | Джеймс Блейк 6–3, 6–1                                            | Іван Любичич                               | Парадорн Шрічапхан Марат Сафін         | Роббі Джінепрі Тім Генман Яркко Ніємінен Міша Зверєв                           |
| 25 вересня | PTT Thailand Open Бангкок, Таїланд ATP International Series $550,000 – hard (i) Одиночний розряд – Парний розряд               | Джонатан Ерліх Енді Рам 6–2, 2–6, [10–4]                         | Енді Маррей Джеймі Маррей                  | Парадорн Шрічапхан Марат Сафін         | Роббі Джінепрі Тім Генман Яркко Ніємінен Міша Зверєв                           |
| 25 вересня | Kingfisher Airlines Tennis Open Мумбай, Індія ATP International Series $380,000 – hard Одиночний розряд – Парний розряд        | Дмитро Турсунов 6–3, 4–6, 7–6(7–5)                               | Томаш Бердих                               | Томмі Робредо Штефан Коубек            | Рамон Дельгадо Джеймс Окленд Б'єрн Фау Маріо Анчич                             |
| 25 вересня | Kingfisher Airlines Tennis Open Мумбай, Індія ATP International Series $380,000 – hard Одиночний розряд – Парний розряд        | Маріо Анчич Магеш Бгупаті 6–4, 6–7(6–8), [10–8]                  | Роган Бопанна Мустафа Гусе                 | Томмі Робредо Штефан Коубек            | Рамон Дельгадо Джеймс Окленд Б'єрн Фау Маріо Анчич                             |
| 25 вересня | Campionati Internazionali di Sicilia Палермо, Італія ATP International Series $380,000 – clay Одиночний розряд – Парний розряд | Філіппо Воландрі 5–7, 6–1, 6–3                                   | Ніколас Лапентті                           | Рубен Рамірес Ідальго Ніколас Альмагро | Фернандо Вердаско Жиль Сімон Мартін Вассальйо Аргуельйо Альберт Монтаньєс      |
| 25 вересня | Campionati Internazionali di Sicilia Палермо, Італія ATP International Series $380,000 – clay Одиночний розряд – Парний розряд | Мартін Гарсія Луїс Орна 7–6(7–1), 7–6(7–2)                       | Маріуш Фирстенберг Марцин Матковський      | Рубен Рамірес Ідальго Ніколас Альмагро | Фернандо Вердаско Жиль Сімон Мартін Вассальйо Аргуельйо Альберт Монтаньєс      |

### Жовтень
| Тиждень   | Турнір | Чемпіони                                             | Фіналісти                             | Півфіналісти                     | Чвертьфіналісти                                                  |
| --------- | --- | ---------------------------------------------------- | ------------------------------------- | -------------------------------- | ---------------------------------------------------------------- |
| 2 жовтня  | Open de Moselle Мец, Франція ATP International Series $500,000 – hard (i) Одиночний розряд – Парний розряд                           | Новак Джокович 4–6, 6–3, 6–2                         | Юрген Мельцер                         | Марк Жікель Себастьян Грожан     | Флоран Серра Марді Фіш Тобіас Клеменс Арно Клеман                |
| 2 жовтня  | Open de Moselle Мец, Франція ATP International Series $500,000 – hard (i) Одиночний розряд – Парний розряд                           | Рішар Гаске Фабріс Санторо 3–6, 6–1, [11–9]          | Юліан Ноул Юрген Мельцер              | Марк Жікель Себастьян Грожан     | Флоран Серра Марді Фіш Тобіас Клеменс Арно Клеман                |
| 2 жовтня  | Відкритий чемпіонат Японії з тенісу AIG Tokyo, Японія ATP International Series Gold $765,000 – hard Одиночний розряд – Парний розряд | Роджер Федерер 6–3, 6–3                              | Тім Генман                            | Бенжамін Бекер Лі Хьон Тхек      | Судзукі Такао Яркко Ніємінен Маріо Анчич Томмі Робредо           |
| 2 жовтня  | Відкритий чемпіонат Японії з тенісу AIG Tokyo, Японія ATP International Series Gold $765,000 – hard Одиночний розряд – Парний розряд | Ешлі Фішер Тріпп Філліпс 6–2, 7–5                    | Пол Голдстейн Джим Томас              | Бенжамін Бекер Лі Хьон Тхек      | Судзукі Такао Яркко Ніємінен Маріо Анчич Томмі Робредо           |
| 9 жовтня  | If Stockholm Open Стокгольм, Швеція ATP International Series $800,000 – hard (i) Одиночний розряд – Парний розряд                    | Джеймс Блейк 6–4, 6–2                                | Яркко Ніємінен                        | Йоахім Йоханссон Робін Содерлінг | Крістоф Вліген Фелісіано Лопес Томаш Бердих Олів'є Рохус         |
| 9 жовтня  | If Stockholm Open Стокгольм, Швеція ATP International Series $800,000 – hard (i) Одиночний розряд – Парний розряд                    | Пол Генлі Кевін Ульєтт 7–6(7–2), 6–4                 | Олів'є Рохус Крістоф Вліген           | Йоахім Йоханссон Робін Содерлінг | Крістоф Вліген Фелісіано Лопес Томаш Бердих Олів'є Рохус         |
| 9 жовтня  | BA-CA-TennisTrophy Відень, Австрія ATP International Series Gold $690,000 – hard (i) Одиночний розряд – Парний розряд                | Іван Любичич 6–3, 6–4, 7–5                           | Фернандо Гонсалес                     | Домінік Хрбати Енді Роддік       | Стен Вавринка Штефан Коубек Юрген Мельцер Давід Налбандян        |
| 9 жовтня  | BA-CA-TennisTrophy Відень, Австрія ATP International Series Gold $690,000 – hard (i) Одиночний розряд – Парний розряд                | Петр Пала Павел Візнер 6–4, 3–6, [12–10]             | Юліан Ноул Юрген Мельцер              | Домінік Хрбати Енді Роддік       | Стен Вавринка Штефан Коубек Юрген Мельцер Давід Налбандян        |
| 9 жовтня  | Кубок Кремля Moscow, Росія ATP International Series $1,000,000 – carpet (i) Одиночний розряд – Парний розряд                         | Микола Давиденко 6–4, 5–7, 6–4                       | Марат Сафін                           | Фабріс Санторо Ігор Куніцин      | Максим Мирний Філіпп Кольшрайбер Янко Типсаревич Арно Клеман     |
| 9 жовтня  | Кубок Кремля Moscow, Росія ATP International Series $1,000,000 – carpet (i) Одиночний розряд – Парний розряд                         | Фабріс Санторо Ненад Зімоньїч 6–1, 7–5               | Франтішек Чермак Ярослав Левинський   | Фабріс Санторо Ігор Куніцин      | Максим Мирний Філіпп Кольшрайбер Янко Типсаревич Арно Клеман     |
| 16 жовтня | Mutua Madrileña Madrid Masters Мадрид, Іспанія ATP Masters Series $2,450,000 – hard (i) Одиночний розряд – Парний розряд             | Роджер Федерер 7–5, 6–1, 6–0                         | Фернандо Гонсалес                     | Давід Налбандян Томаш Бердих     | Роббі Джінепрі Марат Сафін Новак Джокович Рафаель Надаль         |
| 16 жовтня | Mutua Madrileña Madrid Masters Мадрид, Іспанія ATP Masters Series $2,450,000 – hard (i) Одиночний розряд – Парний розряд             | Боб Браян Майк Браян 7–5, 6–4                        | Марк Ноулз (тенісист) Деніел Нестор   | Давід Налбандян Томаш Бердих     | Роббі Джінепрі Марат Сафін Новак Джокович Рафаель Надаль         |
| 23 жовтня | St. Petersburg Open Санкт-Петербург, Росія ATP International Series $1,000,000 – carpet (i) Одиночний розряд – Парний розряд         | Маріо Анчич 7–5, 7–6(7–2)                            | Томас Юганссон                        | Ігор Куніцин Ернестс Гулбіс      | Веслі Муді Потіто Стараче Максим Мирний Ян Герних                |
| 23 жовтня | St. Petersburg Open Санкт-Петербург, Росія ATP International Series $1,000,000 – carpet (i) Одиночний розряд – Парний розряд         | Сімон Аспелін Тодд Перрі 6–1, 7–6(7–3)               | Юліан Ноул Юрген Мельцер              | Ігор Куніцин Ернестс Гулбіс      | Веслі Муді Потіто Стараче Максим Мирний Ян Герних                |
| 23 жовтня | Grand Prix de Tennis de Lyon Ліон, Франція ATP International Series $800,000 – carpet (i) Одиночний розряд – Парний розряд           | Рішар Гаске 6–3, 6–1                                 | Марк Жікель                           | Арно Клеман Ксав'є Малісс        | Ніколас Альмагро Робін Содерлінг Себастьян Грожан Роббі Джінепрі |
| 23 жовтня | Grand Prix de Tennis de Lyon Ліон, Франція ATP International Series $800,000 – carpet (i) Одиночний розряд – Парний розряд           | Жульєн Беннето Арно Клеман 6–2, 6–7(3–7), [10–7]     | Франтішек Чермак Ярослав Левинський   | Арно Клеман Ксав'є Малісс        | Ніколас Альмагро Робін Содерлінг Себастьян Грожан Роббі Джінепрі |
| 23 жовтня | Davidoff Swiss Indoors Базель, Швейцарія ATP International Series $1,000,000 – carpet (i) Одиночний розряд – Парний розряд           | Роджер Федерер 6–3, 6–2, 7–6(7–3)                    | Фернандо Гонсалес                     | Парадорн Шрічапхан Стен Вавринка | Давид Феррер Хосе Акасусо Хуан Мартін дель Потро Давід Налбандян |
| 23 жовтня | Davidoff Swiss Indoors Базель, Швейцарія ATP International Series $1,000,000 – carpet (i) Одиночний розряд – Парний розряд           | Марк Ноулз (тенісист) Деніел Нестор 4–6, 6–4, [10–8] | Маріуш Фирстенберг Марцин Матковський | Парадорн Шрічапхан Стен Вавринка | Давид Феррер Хосе Акасусо Хуан Мартін дель Потро Давід Налбандян |
| 30 жовтня | BNP Paribas Masters Paris, Франція ATP Masters Series $2,450,000 – carpet (i) Одиночний розряд – Парний розряд                       | Микола Давиденко 6–1, 6–2, 6–2                       | Домінік Хрбати                        | Томмі Робредо Томмі Гаас         | Яркко Ніємінен Маріо Анчич Томаш Бердих Марат Сафін              |
| 30 жовтня | BNP Paribas Masters Paris, Франція ATP Masters Series $2,450,000 – carpet (i) Одиночний розряд – Парний розряд                       | Арно Клеман Мікаель Льодра 7–6(7–4), 6–2             | Фабріс Санторо Ненад Зімоньїч         | Томмі Робредо Томмі Гаас         | Яркко Ніємінен Маріо Анчич Томаш Бердих Марат Сафін              |

### Листопад
| Тиждень      | Турнір                                                                                                   | Чемпіони                              | Фіналісти                           | Півфіналісти                   | Чвертьфіналісти                                         |
| ------------ | --- | ------------------------------------- | ----------------------------------- | ------------------------------ | ------------------------------------------------------- |
| 13 листопада | Tennis Masters Cup Шанхай, КНР Tennis Masters Cup $4,450,000 – hard (i) Одиночний розряд – Парний розряд | Роджер Федерер 6–0, 6–3, 6–4          | Джеймс Блейк                        | Рафаель Надаль Давід Налбандян | Енді Роддік Іван Любичич Микола Давиденко Томмі Робредо |
| 13 листопада | Tennis Masters Cup Шанхай, КНР Tennis Masters Cup $4,450,000 – hard (i) Одиночний розряд – Парний розряд | Йонас Бйоркман Максим Мирний 6–2, 6–4 | Марк Ноулз (тенісист) Деніел Нестор | Рафаель Надаль Давід Налбандян | Енді Роддік Іван Любичич Микола Давиденко Томмі Робредо |
| 27 листопада | Кубок Девіса, фінал Москва, Росія – carpet (i)                                                           | Росія 3–2                             | Аргентина                           |                                |                                                         |